# Trichogonia cinerea
Trichogonia cinerea là một loài thực vật có hoa trong họ Cúc. Loài này được (Benth. ex Gardner) R.M.King & H.Rob. miêu tả khoa học đầu tiên năm 1972.